# Park Zamkowy w Ojcowie
Park Zamkowy – park przy Zamku w Ojcowie. Znajduje się na Górze Zamkowej i częściowo także na płaskim dnie Doliny Prądnika. Założony został w latach 80. XIX wieku przez Jana Zawiszę, ówczesnego właściciela Ojcowa. Na jego terenie znajdowały się najważniejsze obiekty uzdrowiskowe i z założenia park miał służyć kuracjuszom. Nosił wówczas nazwę Park Zdrojowy. Był to park naturalistyczny z ruinami zamku. Pod koniec XIX wieku poszerzono go, włączając do niego po północnej stronie przysiółek Zazamcze, oraz wyposażono w elementy charakterystyczne dla ogrodów jordanowskich: sklepy, boiska, strzelnicę, budynek gimnastyczny.
W okresie międzywojennym zmodernizowano park przekształcając go w park modernistyczny i zamknięty. Wejście do parku dozwolone było tylko dla kuracjuszy za okazaniem karty uzdrowiskowej lub po wykupieniu biletu wstępu. W parku wybudowano basen, a przy nim szatnię, którą po wojnie przebudowano na restaurację Nad Basenem.
Obecnie park znajduje się w obrębie Ojcowskiego Parku Narodowego. Od czasu jego utworzenia większość elementów parku została zlikwidowana. Restaurację Nad Basenem rozebrano, basen przerobiono na przepływowy zbiornik wody, zlikwidowano alejki i pozwolono rosnąć samosiewkom drzew. Ogólnie kompozycja parku uległa zatarciu.
W latach 80. XX wieku zaczęto ponownie odtwarzać park. Opracowano projekt jego rewaloryzacji.  Odtworzono niektóre alejki, promenadę i układ klombów. W północnej części parku alejki zostały całkowicie zatarte, ale zachowały się trzy obiekty: Kaplica „Na Wodzie”, kapliczka Matki Boskiej Niepokalanej w skale Prałatek i glorietka Źródła św. Jana. Obecnie jest to park typu krajobrazowego, zajmujący powierzchnię 11 ha. Rośnie w nim ponad 650 drzew należących do rodzajów wiąz, grab, lipa, jawor, modrzew oraz około 400 krzewów.

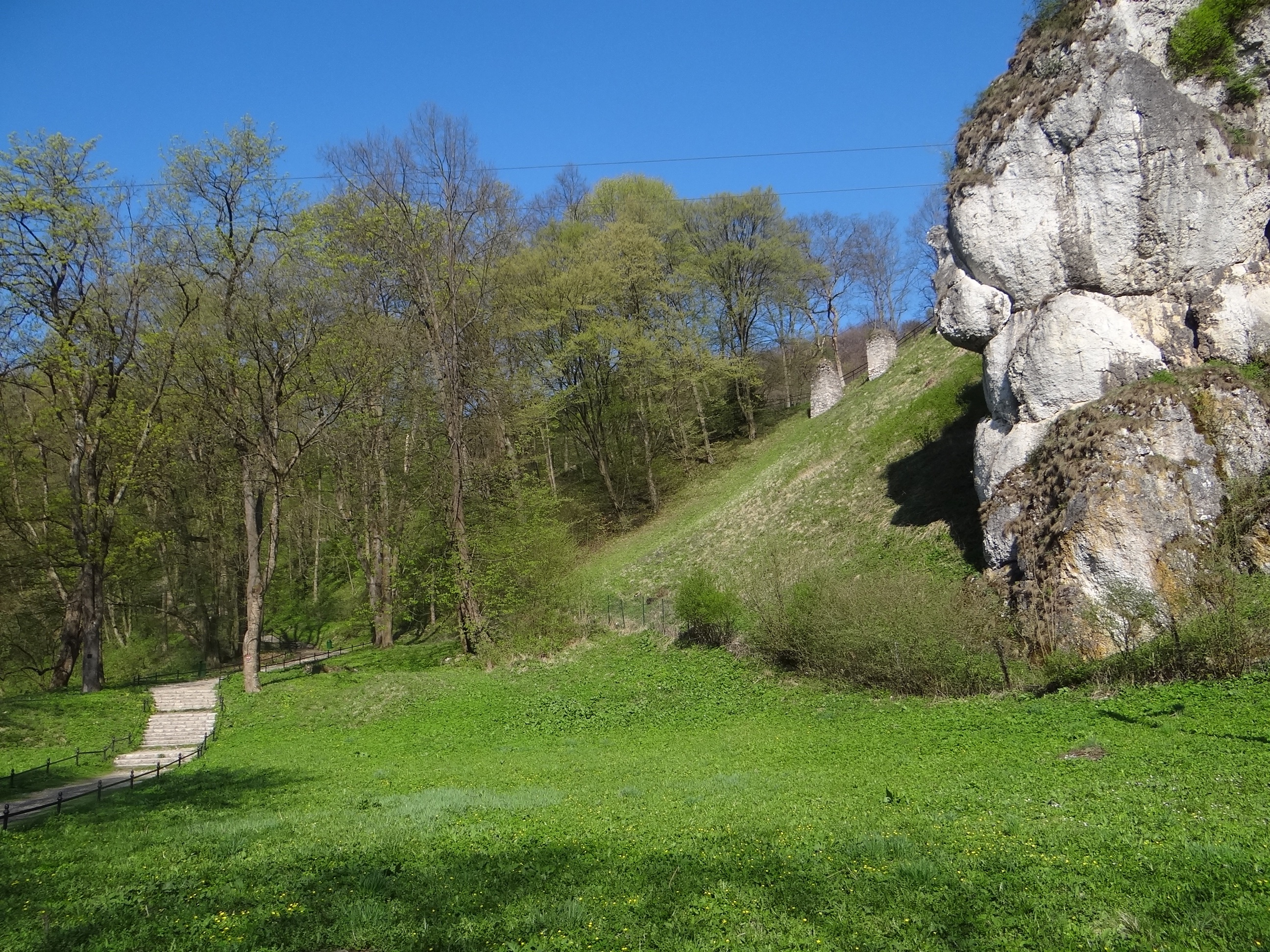
Skały Góry Zamkowej i łąka Winnica
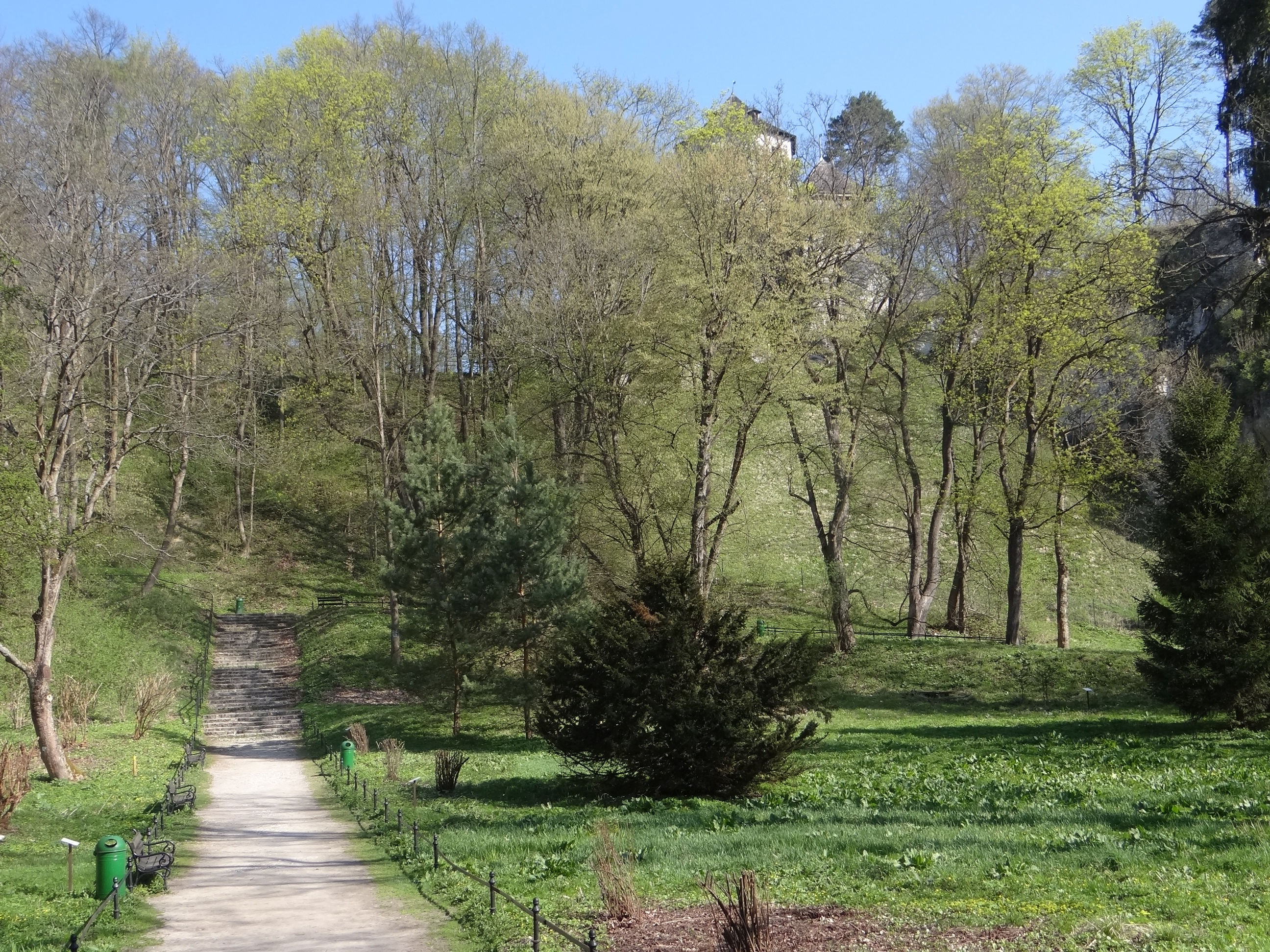
Alejka do Zamku w Ojcowie
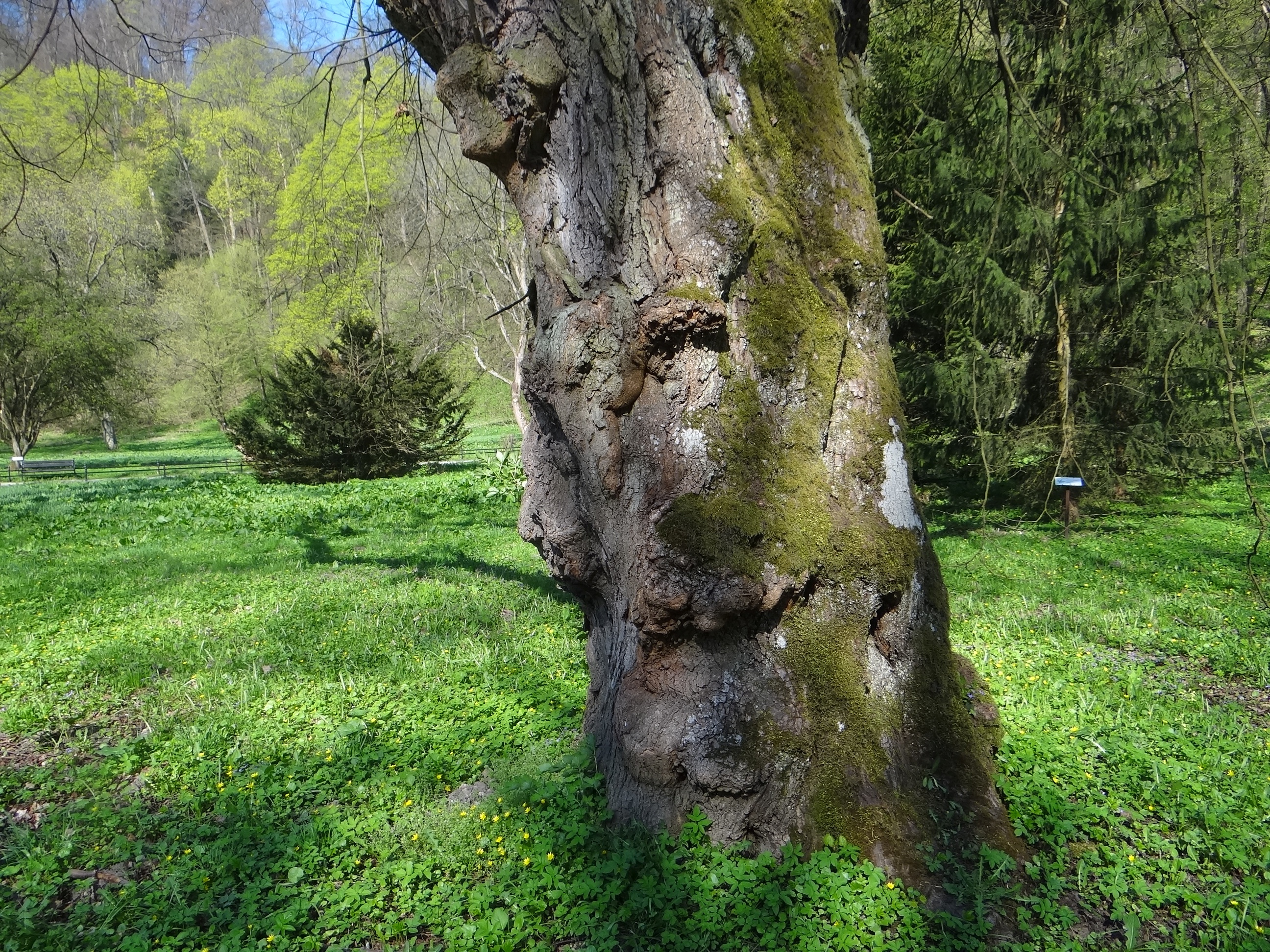
Stary grab
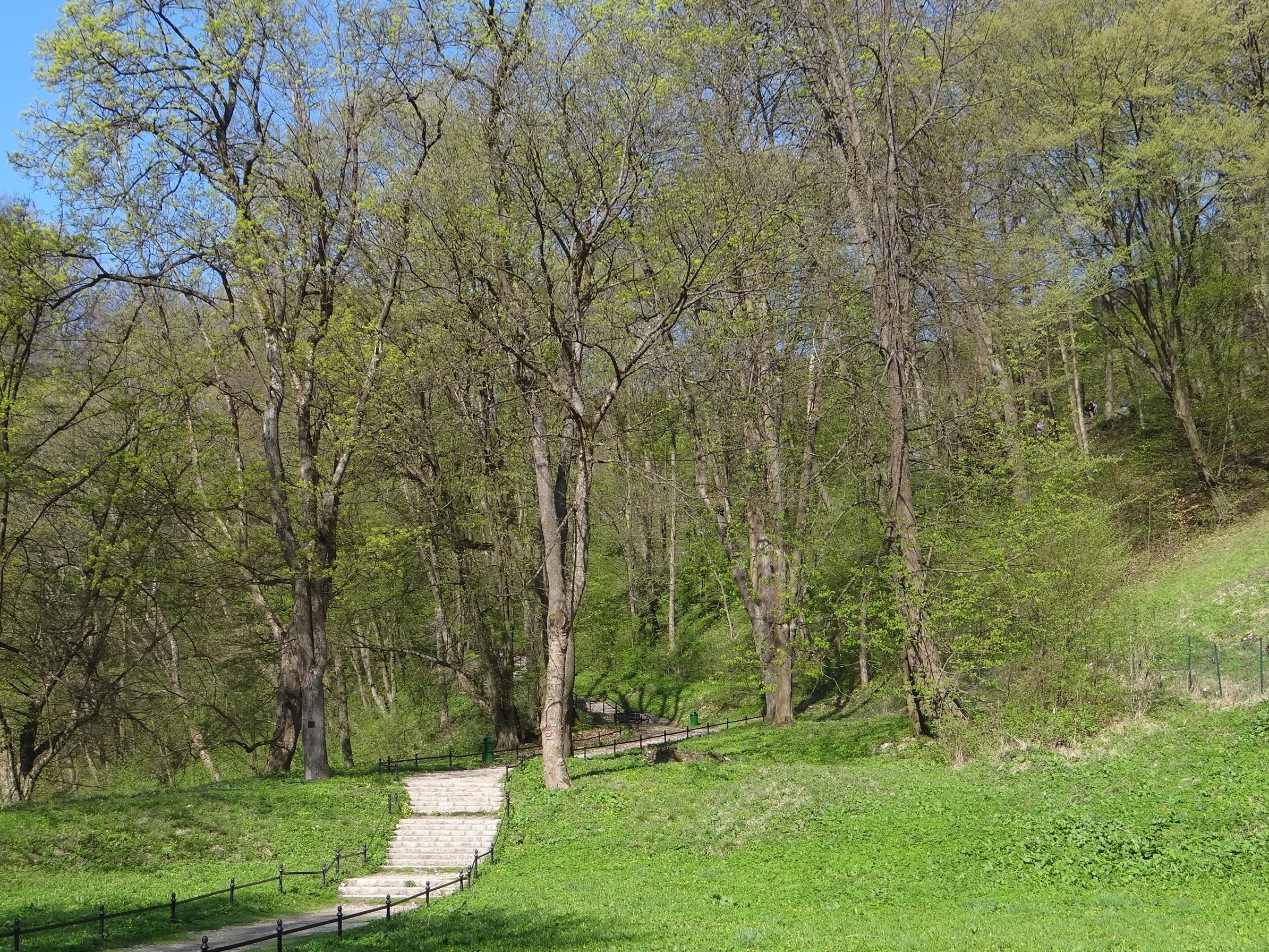
Południowa część parku